# Glatton
Glatton – wieś w Anglii, w hrabstwie Cambridgeshire, w dystrykcie Huntingdonshire. Leży 40 km na północny zachód od miasta Cambridge i 106 km na północ od Londynu.